# 비센테 고메스
비센테 고메스(Vicente Gómez, 1911년 7월 8일 ~ 2001년 12월 23일)는 스페인의 기타리스트, 작곡가이다. 미국에서 활약한 세계적 기타 주자이다. 에스파냐의 마드리드 태생으로, 13세 때 본격적으로 연주활동을 시작하여 유럽 각국이나 중남미를 순회공연, 1938년에 뉴욕의 타운 홀에서 출연하여 성공을 거두었다. 영화음악도 담당하였으며, 1941년에 영화 <피와 모래>를 위하여 에스파냐 민요 <로맨스>를 편곡 연주하였음은 널리 알려져 있다.